# حسین بن ناصر
حسین بن ناصر (انگلیسی: Hussein ibn Nasser; زاده ۳۰ نوامبر ۱۹۰۲ – درگذشته ۱ مهٔ ۱۹۸۲) سیاست‌مدار اهل اردن بود. وی دو بار از ۲۱ آوریل ۱۹۶۳ تا ۶ ژاوئیه ۱۹۶۴ و سپس از ۴ مارس ۱۹۶۷ تا ۷ اکتبر ۱۹۶۷ نخست‌وزیر اردن بود.
حسین بن ناصر در ۱ مه ۱۹۸۲، در سن ۷۹ سالگی درگذشت.